# ماکسیم کانتسویچ
ماکسیم کانتسویچ (روسی: Макси́м Льво́вич Конце́вич؛ زادهٔ ۲۵ اوت ۱۹۶۴) یک ریاضی‌دان اهل روسیه است.
وی از دانشگاه بن و دانشگاه دولتی مسکو فارغ‌التحصیل شده است

## جوایز
وی برندهٔ جوایزی همچون مدال فیلدز، لژیون دونور (شوالیه)، جایزه کرافورد، جایزه آنری پوانکاره، جایزه بریکترو در ریاضیات، و جایزه بریکترو در فیزیک بنیادی شده است.